# Mako Iwamatsu
Makoto Iwamatsu (Japans:岩松 信, Iwamatsu Makoto; Kobe, 10 december 1933  – Somis, 21 juli 2006), bekend als Mako Iwamatsu (マコ 岩松) en vaak kortweg gecrediteerd als Mako (マコ), was een Japans-Amerikaans acteur. Hij is bekend van zijn rol als Akiro the Wizard in zowel Conan the Barbarian en Conan the Destroyer en zijn stemrollen als Aku van Samurai Jack, Splinter van TMNT en Iroh van Avatar: The Last Airbender.

## Biografie
Mako werd geboren in de Japanse stad Kobe als zoon van de gewezen kinderboekauteur en illustrator Taro Yashima. Zijn ouders verhuisden naar de Verenigde Staten toen hij een klein kind was. Hij werd herenigd met hen na de Tweede Wereldoorlog in 1949, en ging in het leger in de jaren 1950. Hij werd een genaturaliseerde Amerikaanse burger in 1956. Bij zijn ouders in de Verenigde Staten studeerde Mako architectuur. Tijdens zijn militaire dienst ontdekte hij zijn theatrale talent en werd opgeleid aan de Pasadena Community Playhouse.
Mako was getrouwd met actrice Shizuko Hoshi met wie hij twee dochters heeft (beide zijn actrices), alsook drie kleinkinderen.
Mako overleed op 21 juli 2006 in Somis (Californië), op 72-jarige leeftijd, aan slokdarmkanker.
- Biblioteca Nacional de España: XX1558066
- Bibliothèque nationale de France: cb13997322t (data)
- Gemeinsame Normdatei: 13733057X
- International Standard Name Identifier: 0000 0001 0880 241X
- Library of Congress Control Number: n88169554
- Bibliotheek van het Japanse parlement: 00140105
- Nationale Bibliotheek van Tsjechië: xx0084062
- Nationale Bibliotheek van Israël: 987007876280605171
- Nationale Bibliotheek van Polen: a0000001678271
- SNAC: w6jd5sgm
- Système universitaire de documentation: 242001157
- Virtual International Authority File: 24797674
- WorldCat: E39PBJqkbm9dfWX3vJ8TKFjpyd